# Nyársapát
Nyársapát là một thị trấn thuộc hạt Pest, Hungary. Thị trấn này có diện tích 54,03 km², dân số năm 2010 là 1884 người, mật độ 35 người/km².